# Pomán (ort i Argentina)
Pomán är en ort i Argentina.   Den ligger i provinsen Catamarca, i den norra delen av landet, 1 000 km nordväst om huvudstaden Buenos Aires. Pomán ligger 1 167 meter över havet och antalet invånare är 3 387.
Terrängen runt Pomán är huvudsakligen kuperad, men söderut är den bergig. Terrängen runt Pomán sluttar brant västerut. Runt Pomán är det mycket glesbefolkat, med 2 invånare per kvadratkilometer.. Pomán är det största samhället i trakten.
Omgivningarna runt Pomán är i huvudsak ett öppet busklandskap.